# Perpetuum Mobile
Perpetuum Mobile é o primeiro e único CD da banda texana de rock psicodélico Mariani. O álbum foi gravado em 1970 formato LP como um demo com o selo Sonobeat Records para ser apresentado a gravadoras majors. Por conta disso, foram prensadas apenas 100 cópias dele, todas elas com uma numeração única. Por conta de sua raridade, acabou virando item de colecionador anos mais tarde, chegando a ser vendido por US$3.000,00.
Em 2001, a Akarma Records fez o relançamento deste álbum em CD, com nova capa, e dando novos títulos as faixas. Em 2012, a mesma Akarma Records fez uma nova reedição de seu relançamento, adicionando algumas bonus tracks.

## Faixas
| Lado A |               |                                            |         |  |
| N.º    | Título        | Compositor(es)                             | Duração |  |
| 1.     | "First Song"  | Wilson, Eric Johnson, Vince Mariani        | 5:43    |  |
| 2.     | "Second Song" | Eric Johnson, Nelson, Vince Mariani        | 5:53    |  |
| 3.     | "Third Song"  | Eric Johnson, Jay Podolnick, Vince Mariani | 4:45    |  |
| 4.     | "Fourth Song" | Música Tradicional / Letra: Wilson         | 2:53    |  |

| Lado B |                                    |                                       |         |  |
| N.º    | Título                             | Compositor(es)                        | Duração |  |
| 1.     | "Mendor-Breaker Part I (Mendor)"   | Eric Johnson, Bullock*, Vince Mariani | 6:02    |  |
| 2.     | "Mendor-Breaker Part II (Breaker)" | Eric Johnson, Bullock, Vince Mariani  | 11:30   |  |
| 3.     | "Pulsar"                           | Vince Mariani                         | 2:16    |  |

## Créditos Músicais
- Vince Mariani[10] - Compositor, Vocais, Bateria
- Eric Johnson - Guitarras, Back-Vocals
- Jay Podolnick - Baixo elétrico, Back-Vocals
- Bill Kolb - Sintetizador

## Versão de 2001 pela Akarma Records
Em 2001, a Akarma Records fez o relançamento do CD, com nova capa, e dando novos títulos as faixas.

### Faixas
1. Searching for a New Dimension
2. Re-Birth Day
3. Things Are Changing
4. Lord, I Just Can't Help Myself
5. The Unknown Path
6. Euphoria
7. Message
8. Windy Planet

### Re-lançamento da Versão da Akarma Records de 2012
Todas as músicas foram compostas por Vince Mariani
1. Searching for a New Dimension - 5:41
2. Interlude - 0:31
3. Re-Birth Day - 5:52
4. Interlude II - 0:30
5. Things Are Changing - 4:45
6. Interlude III - 0:35
7. Lord, I Just Can't Help Myself - 2:55
8. Unknown Path - 5:59
9. Euphoria - 11:29
10. Message - 2:22
11. Windy Planet - 6:09
12. Re-Birth Day - 3:06
13. Memories - 2:08